# Calomys callosus
Calomys callosus је врста глодара из породице хрчкова (лат. Cricetidae).

## Распрострањење
Ареал врсте је ограничен на мањи број држава. Врста је присутна у следећим државама: Боливија, Бразил, Аргентина и Парагвај.

## Станиште
Станишта врсте су шуме и саване до 2.050 метара надморске висине.

## Угроженост
Ова врста је наведена као последња брига, јер има широко распрострањење и честа је врста.